# ديفون (باد كاليه)
ديفون، باد كاليه (بالفرنسية: Divion)‏ هي بلدية تقع في إقليم باد كاليه من منطقة نور با دو كاليه في شمال فرنسا. تبلغ مساحة هذه المدينة 10.96 (كم²)، وترتفع عن سطح البحر 57 م، يبلغ عدد سكانها 7218 نسمة حسب إحصاء المعهد الوطني للإحصاء والدراسات الاقتصادية سنة 2009 م. وترأس Danièle Seux البلدية خلال فترة (2008-2014).